# Uí Fidgenti
Les Uí Fidgenti, Fidgeinti, Fidgheinte, Fidugeinte, Fidgente, or Fidgeinte  « descendants de, ou la tribu de, Fidgenti » ) sont une lignée qui contrôle un royaume du nord du Munster en Irlande, leur domaine s'étendait dans l'actuel  comté de Limerick, jusque dans le comté de Clare et le comté de Tipperary, et peut-être même jusqu'au  comté de Kerry et au comté de Cork, lors de leur expansion maximum.

## Histoire
Les Uí Fidgenti revendiquaient comme ancêtre éponyme Fiachu Fidgennid fils de Maine Munchaín , fils de Ailill Flann Bec, ancêtre des Eóganachta et fils de Fiachu Muillethan lui même fils du légendaire Éogan Mór
Leur territoire comme ceux des autres royaume du Munster était loin d'être homogène et ils règnent sur divers peuples sujets: les Corcu Óche et Corcu Muichet  dans le sud et l'ouest du comté de Limerick, le Túath  Géibtine vers Askeaton, les Corbraige près de Glin les Cáenraige dans l'actuelle baronnie de Kenry et les Déisis ancêtre du futur Dál gCais.
Jusque vers 900 les Ui Fidgenti restent un royaume uni bien que Brion fils de Fiachu Fidgenti soit à l'origine de deux septs les Uí Chonaill Gabra -issu de son arrière petit fils Conaill- et les Uí Choipri Áebda- issu de son fils cadet Coirpre.
Après 950 le royaume éclate en deux parties : Donennach fils d' Óengus (mort en 683/84) descendant de Conaill (Uí Chonaill) est mentionné comme « Rí Hua Fidgenti » son arrière petit-fils Ólchobar mac Flainn (mort en 796/797) est même désigné, seul de sa lignée, comme roi de Munster dans l'entrée des Annales d'Ulster qui relève son décès. Les descendants de Coirpre sont désignés comme « Rí Ua Coiprri » (Uí Chairpri) lors de la mort du roi  Eóganan fils de Crunmáel lors de la bataille d'Aine contre les Araid ,

## Sources
- (en) Francis John Byrne, Irish Kings and High-Kings, Londres, Batsford, 1973 (ISBN 0-7134-5882-8)
- (en) T.W Moody, F.X. Martin, F.J. Byrne, A New History of Ireland IX Maps, Genealogies, Lists. A companion to Irish History part II, Oxford, Oxford University Press, 2011, 690 p. (ISBN 978-0-19-959306-4)
- (en) Ouvrage collectif sous la direction de Edel Bhreathnach, The Kingship and landscape of Tara, Dublin, Four Courts Press, 2005 (ISBN 1-85182-954-7), p. 356-357 Early Éoganachta.